# Huragan Anita
Huragan Anita – huragan 5 kategorii, który w 1977 roku nawiedził Meksyk i Stany Zjednoczone. Był to najpotężniejszy cyklon w tamtym sezonie.